# Berceni
La població de Berceni és una de les localitats que formen part de la província d'Ilfov (Romania). Està ubicada al sud-est de la capital romanesa, Bucarest. El 2011 tenia 5.942 habitants.
El nom de Berceni procedeix del nom dels hússars hongaresos de Miklós Bercsényi que van participar en els conflictes de la guerra hongaresa de Kuruc en temps del príncep hongarès Francis II Rákóczi (a principis del segle xviii), quan es procedí a assetjar la ciutat de Bucarest.
No s'ha de confondre aquest població amb el barri del mateix nom, Berceni (Bucarest), que està ubicat al sud de Bucarest.